# Prasiolaceae
Die Prasiolaceen (Prasiolaceae) sind eine Pflanzenfamilie von Grünalgen aus der Klasse der Trebouxiophyceae.

## Beschreibung
Algen der Familie Prasiolaceae sind mehrzellig und können Kolonien bilden (z. B. Prasiolopsis oder Prasionella), aus ein- bis mehrreihige Fäden bestehen (z. B. Rosenvingiella oder Rosenvingiellopsis) oder kleine Blätter bilden (Prasiola).

## Verbreitung
Die Familie ist weltweit verbreitet und kommt insbesondere in temperierten bis polaren Regionen auf beiden Erdhalbkugeln vor. Hier sind Prasiolaceen hauptsächlich in terrestrischen Habitaten anzutreffen, gelegentlich auch im Süßwasser, aber auch in der Spritzwasserzone entlang der Meeresküsten. Einige Gattungen (z. B. Rosenvingiella oder Prasiola) bevorzugen Standorte mit hohem Nährstoffeintrag. Z.B. findet man sie an Rastplätzen von Möwen oder um die Nester von Pinguinen auf subantarktischen Inseln.

## Gattungen
Die Familie umfasst zurzeit 60 Arten in insgesamt 10 Gattungen.
- Hormidium Kützing
- Humida S.F.Gray
- Prasiococcus Vischer
- Prasiola (C.Agardh) Meneghini
- Prasiolopsis Vischer
- Prasionella Heesch, Pazoutová & Rindi
- Prasionema Heesch, Pazoutová & Rindi
- Rosenvingiella P.C.Silva
- Rosenvingiellopsis Heesch, Pazoutová & Rindi
- Schizogonium Kützing